# Andrew Trollope
Pour les articles homonymes, voir Trollope.
Andrew Trollope (? – 29 mars 1461) est un chef militaire anglais au cours de la guerre des Deux-Roses.

## Biographie
Né dans une famille de teinturiers de Durham, il commence sa carrière militaire comme homme d'armes pendant la guerre de Cent Ans dans les années 1420 et sert notamment sous John Fastolf et Jean Beaufort. En 1450, il occupe un poste à Calais jusqu'en 1459, au début de la guerre des Deux-Roses, où il rentre en Angleterre avec le chef yorkiste Richard Neville. 
Mais il passe du côté des Lancastre juste avant la déroute de Ludford Bridge avec ses hommes et des informations précieuses sur l'armée yorkiste. À partir de cet instant, il devient l'un des meilleurs stratèges des Lancastre. Il est probable qu'il ait été à l'origine du plan ayant conduit à la victoire de Wakefield, où Richard d'York est tué (1460). Il combat également à la seconde bataille de Saint-Albans où il est blessé et fait chevalier à la suite de la victoire des Lancastre. 
Quelques semaines plus tard, il combat à Towton et est tué au cours de la bataille (tout comme son fils David). Il est déclaré félon à titre posthume par le roi Édouard IV.

## Sources
- Anne Curry, Oxford Dictionary of National Biography, Oxford University Press, 2004.
- Notice dans un dictionnaire ou une encyclopédie généraliste :   - Oxford Dictionary of National Biography